# Earl Boykins
Earl Antoine Boykins (Cleveland, 2 giugno 1976) è un ex cestista statunitense, professionista nella NBA e in Italia.
È uno dei giocatori più bassi di sempre ad aver calcato i campi NBA (è alto 163 cm scalzo per 57 kg) insieme a Muggsy Bogues e Spud Webb.
Le sue notevoli capacità sono state riconosciute da molti giocatori della NBA, tra i quali stelle come Tim Duncan, LeBron James e Derrick Rose. Ha vinto le universiadi del 1997 in Sicilia.

## Carriera
Ha frequentato il college ad Eastern Michigan dal 1995 al 1998, chiudendo la sua esperienza al college come leader di ogni tempo negli assist. Per cinque anni ha avuto esperienze in varie squadre NBA come Cleveland Cavaliers, New Jersey Nets, Orlando Magic, Los Angeles Clippers e Golden State Warriors. Dalla stagione 2003-04 si è trasferito ai Denver Nuggets che lo hanno firmato con il primo contratto per più anni della sua carriera. A Denver ha trovato la sua dimensione giocando come point guard di riserva o a volte come shooting guard, sfruttando la sua abilità di realizzare molti punti in poco tempo.
Dopo lo scambio che ha portato a Denver Allen Iverson, Earl è stato ceduto ai Milwaukee Bucks in cambio di Steve Blake, al fine di alleggerire il monte salari della squadra del Colorado.
Ha detenuto per circa due anni il record (stabilito il 18 gennaio 2005) di più punti realizzati in un overtime, con 15. Il record è stato battuto il 17 dicembre 2006 da Gilbert Arenas dei Washington Wizards con 16.
È stato acquistato come free agent dai Charlotte Bobcats il 31 gennaio 2008 per il resto della stagione.
Ha finito la stagione con la media di 5,1 punti a partita (inferiore a quella della sua carriera 9,4), il 31,8% dalla lunga distanza e l'81,1% dalla lunetta (durante la sua carriera ha tirato con l'87,9%).
Si è trasferito alla Virtus Bologna il 6 agosto 2008, con un contratto di 3,5 milioni di dollari (2,3 milioni di euro). Ciò lo ha reso il giocatore più pagato del campionato italiano.
La mattina di Natale Boykins chiede alla squadra di poter partire per gli States dopo la partita natalizia contro Ferrara. La società bolognese nega il permesso. Dopo la partita di Natale parte comunque per gli USA, creando attrito tra il presidente della Virtus e il giocatore americano. Da qui la rottura temporanea: Boykins viene messo fuori squadra, per poi essere reintegrato il 2 gennaio.
Sabato 7 febbraio 2009 mette a segno 35 punti nell'anticipo contro la Snaidero Udine, tale punteggio diventa il suo high-score nel campionato italiano.
Al termine della stagione, il suo contratto con la Virtus non viene rinnovato; l'11 novembre 2009, però, arriva la chiamata dei Washington Wizards, bisognosi di un uomo d'esperienza a causa di una rosa decimata dagli infortuni.
Il 19 agosto 2010 firma un contratto annuale con i Milwaukee Bucks.
Nel 2012 passa poi agli Houston Rockets.

## Statistiche

### College
| Anno      | Squadra            | PG  | PT | MP   | TC%  | 3P%  | TL%  | RP  | AP  | PRP | SP  | PP   |
| --------- | ------------------ | --- | -- | ---- | ---- | ---- | ---- | --- | --- | --- | --- | ---- |
| 1994-1995 | E. Michigan Eagles | 30  | 30 | 32,5 | 41,3 | 34,3 | 70,3 | 2,4 | 4,5 | 1,7 | 0,1 | 12,5 |
| 1995-1996 | E. Michigan Eagles | 31  | 31 | 33,3 | 43,2 | 30,7 | 80,4 | 2,3 | 5,8 | 1,9 | 0,1 | 15,5 |
| 1996-1997 | E. Michigan Eagles | 32  | -  | 36,3 | 42,3 | 30,0 | 85,2 | 2,1 | 4,6 | 1,9 | 0,0 | 19,1 |
| 1997-1998 | E. Michigan Eagles | 29  | -  | 36,9 | 47,2 | 40,7 | 81,6 | 2,3 | 5,5 | 1,9 | 0,1 | 25,7 |
| Carriera  | Carriera           | 122 | 61 | 34,8 | 43,9 | 35,3 | 80,3 | 2,3 | 5,1 | 1,8 | 0,1 | 18,1 |

### NBA

#### Regular Season
| Anno      | Squadra             | PG  | PT | MP   | TC%  | 3P%  | TL%  | RP  | AP  | PRP | SP  | PP   |
| --------- | ------------------- | --- | -- | ---- | ---- | ---- | ---- | --- | --- | --- | --- | ---- |
| 1998-1999 | N.J. Nets           | 5   | 0  | 10,2 | 47,6 | 20,0 | -    | 0,8 | 1,2 | 0,2 | 0,0 | 4,2  |
| 1998-1999 | Cleveland Cavaliers | 17  | 0  | 10,0 | 34,5 | 15,4 | 66,7 | 0,8 | 1,6 | 0,3 | 0,0 | 2,6  |
| 1999-2000 | Orlando Magic       | 1   | 0  | 8,0  | 75,0 | -    | -    | 1,0 | 3,0 | 0,0 | 0,0 | 6,0  |
| 1999-2000 | Cleveland Cavaliers | 25  | 0  | 10,1 | 47,3 | 40,0 | 78,3 | 1,0 | 1,8 | 0,5 | 0,0 | 5,3  |
| 2000-2001 | L.A. Clippers       | 10  | 0  | 14,9 | 39,7 | 12,5 | 82,4 | 1,1 | 3,2 | 0,5 | 0,0 | 6,5  |
| 2001-2002 | L.A. Clippers       | 68  | 2  | 11,2 | 40,0 | 31,0 | 77,0 | 0,8 | 2,1 | 0,3 | 0,0 | 4,1  |
| 2002-2003 | G.S. Warriors       | 68  | 0  | 19,4 | 42,9 | 37,7 | 86,5 | 1,3 | 3,3 | 0,6 | 0,1 | 8,8  |
| 2003-2004 | Denver Nuggets      | 82  | 3  | 22,5 | 41,9 | 32,2 | 87,7 | 1,7 | 3,6 | 0,6 | 0,0 | 10,2 |
| 2004-2005 | Denver Nuggets      | 82  | 5  | 26,4 | 41,3 | 33,7 | 92,1 | 1,7 | 4,5 | 1,0 | 0,1 | 12,4 |
| 2005-2006 | Denver Nuggets      | 60  | 0  | 25,7 | 41,0 | 34,6 | 87,4 | 1,4 | 3,8 | 0,8 | 0,1 | 12,6 |
| 2006-2007 | Denver Nuggets      | 31  | 4  | 28,3 | 41,3 | 37,3 | 90,8 | 2,0 | 4,3 | 0,8 | 0,1 | 15,2 |
| 2006-2007 | Milwaukee Bucks     | 35  | 19 | 33,0 | 42,7 | 41,9 | 88,6 | 2,2 | 4,5 | 0,9 | 0,0 | 14,0 |
| 2007-2008 | Charlotte Bobcats   | 36  | 0  | 16,0 | 35,5 | 31,8 | 83,1 | 0,9 | 2,7 | 0,4 | 0,0 | 5,1  |
| 2009-2010 | Wash. Wizards       | 67  | 1  | 16,7 | 42,7 | 31,7 | 86,5 | 1,1 | 2,6 | 0,4 | 0,0 | 6,6  |
| 2010-2011 | Milwaukee Bucks     | 57  | 0  | 15,1 | 44,3 | 38,0 | 84,1 | 1,0 | 2,5 | 0,7 | 0,1 | 7,2  |
| 2011-2012 | Houston Rockets     | 8   | 0  | 13,9 | 33,3 | 22,2 | 86,7 | 1,4 | 2,1 | 0,1 | 0,0 | 4,9  |
| Carriera  | Carriera            | 652 | 34 | 19,9 | 41,7 | 34,8 | 87,6 | 1,3 | 3,2 | 0,6 | 0,1 | 8,9  |

#### Playoffs
| Anno     | Squadra        | PG | PT | MP   | TC%  | 3P%  | TL%  | RP  | AP  | PRP | SP  | PP   |
| -------- | -------------- | -- | -- | ---- | ---- | ---- | ---- | --- | --- | --- | --- | ---- |
| 2004     | Denver Nuggets | 5  | 0  | 24,2 | 44,4 | 35,7 | 85,7 | 2,4 | 3,8 | 1,0 | 0,2 | 13,4 |
| 2005     | Denver Nuggets | 5  | 1  | 30,4 | 39,7 | 0,0  | 89,5 | 1,0 | 3,8 | 0,8 | 0,2 | 14,2 |
| 2006     | Denver Nuggets | 5  | 0  | 28,0 | 32,2 | 21,1 | 76,5 | 1,4 | 4,0 | 0,8 | 0,0 | 11,0 |
| Carriera | Carriera       | 15 | 1  | 27,5 | 38,9 | 22,5 | 83,7 | 1,6 | 3,9 | 0,9 | 0,1 | 12,9 |

## Palmarès
- EuroChallenge: 1

Virtus Bologna: 2008-09